# Drzewce (gmina w województwie poznańskim)
Drzewce (od 1973 Olszówka) – dawna gmina wiejska istniejąca do 1954 roku w woj. łódzkim i poznańskim. Nazwa gminy pochodzi od wsi Drzewce, lecz siedzibą władz gminy była Olszówka.
W okresie międzywojennym gmina Drzewce należała do powiatu kolskiego w woj. łódzkim. 1 kwietnia 1938 roku gminę wraz z całym powiatem kolskim przeniesiono do woj. poznańskiego.
Po wojnie gmina zachowała przynależność administracyjną. Według stanu z dnia 1 lipca 1952 roku gmina składała się z 21 gromad: Adamin, Dąbrówka, Drzewce, Głębokie, Grabina, Hilarów, Krzewata, Łubianka, Młynik, Nowa Wioska, Olszówka, Ostrów, Ostrów kol., Pomorzany, Rzgielew, Szczepanów, Tomaszew, Umień, Wólka Czepowa, Zawadka i Złota.
Jednostka została zniesiona 29 września 1954 roku wraz z reformą wprowadzającą gromady w miejsce gmin. Po reaktywowaniu gmin z dniem 1 stycznia 1973 roku gminy Drzewce nie przywrócono, utworzono natomiast jej terytorialny odpowiednik, gminę Olszówka w tymże powiecie i województwie.